# Поспелиха (Алтайский край)
Поспе́лиха — село (с 1958 по 1992 г. — рабочий посёлок) в Алтайском крае, административный центр Поспелихинского района и сельского поселения Поспелихинский Центральный сельсовет.
Основано в 1916 году в связи со строительством железнодорожной магистрали Новониколаевск — Семипалатинск как железнодорожная станция.

## География и климат
Расположено в 211 км к юго-западу от Барнаула. Железнодорожная станция на линии Барнаул — Рубцовск—Семей Алтайского отделения Западно-Сибирской железной дороги. В 5 км проходит федеральная автомобильная трасса А349 Барнаул—Рубцовск—Семей, которая является частью азиатского маршрута AH64. В Поспелихе начинается автомобильная трасса Р370, идущая через Змеиногорск в Казахстан.
Климат в селе Поспелиха умеренно-холодный. В течение года выпадает значительное количество осадков, даже в самые засушливые месяцы. По классификации Кёппена — влажный континентальный климат (индекс Dfb) с равномерным увлажнением в течение года и тёплым летом. Климатическое лето длится с начала июня до конца августа.
| Показатель | Янв.  | Фев.  | Март  | Апр.  | Май  | Июнь | Июль | Авг. | Сен. | Окт.  | Нояб. | Дек.  | Год   |
| --- | ----- | ----- | ----- | ----- | ---- | ---- | ---- | ---- | ---- | ----- | ----- | ----- | ----- |
| Абсолютный максимум, °C | 5,5   | 6,5   | 19,6  | 31,0  | 38,0 | 36,1 | 41,3 | 37,2 | 35,4 | 26,3  | 18,5  | 7,3   | 41,3  |
| Средний суточный максимум, °C | −10,8 | −9,4  | −2,3  | 9,8   | 20,0 | 25,4 | 27,2 | 24,6 | 19,2 | 8,6   | −2,3  | −8,8  | 8,7   |
| Средняя температура, °C | −15,8 | −15   | −7,9  | 4,1   | 13,0 | 18,6 | 20,6 | 17,9 | 12,5 | 3,8   | −6,6  | −13,4 | 2,6   |
| Средний суточный минимум, °C | −20,7 | −20,5 | −13,4 | −1,5  | 6,0  | 11,8 | 14,0 | 11,3 | 5,8  | −1    | −10,9 | −18   | −2,3  |
| Абсолютный минимум, °C | −43,3 | −39,7 | −29,6 | −20,3 | −6,5 | 1,3  | 4,2  | 0,8  | −5,2 | −18,7 | −34,7 | −42,6 | −43,3 |
| Норма осадков, мм | 26    | 24    | 25    | 30    | 44   | 41   | 62   | 48   | 36   | 47    | 38    | 30    | 451   |
| Источник: Средние температуры и осадки. ru.climate-data.org. Дата обращения: 17 июля 2020., Абсолютные минимумы и максимумы за 1989-2020 гг. pogodaiklimat.ru. Дата обращения: 17 июля 2020. |       |       |       |       |      |      |      |      |      |       |       |       |       |

## История

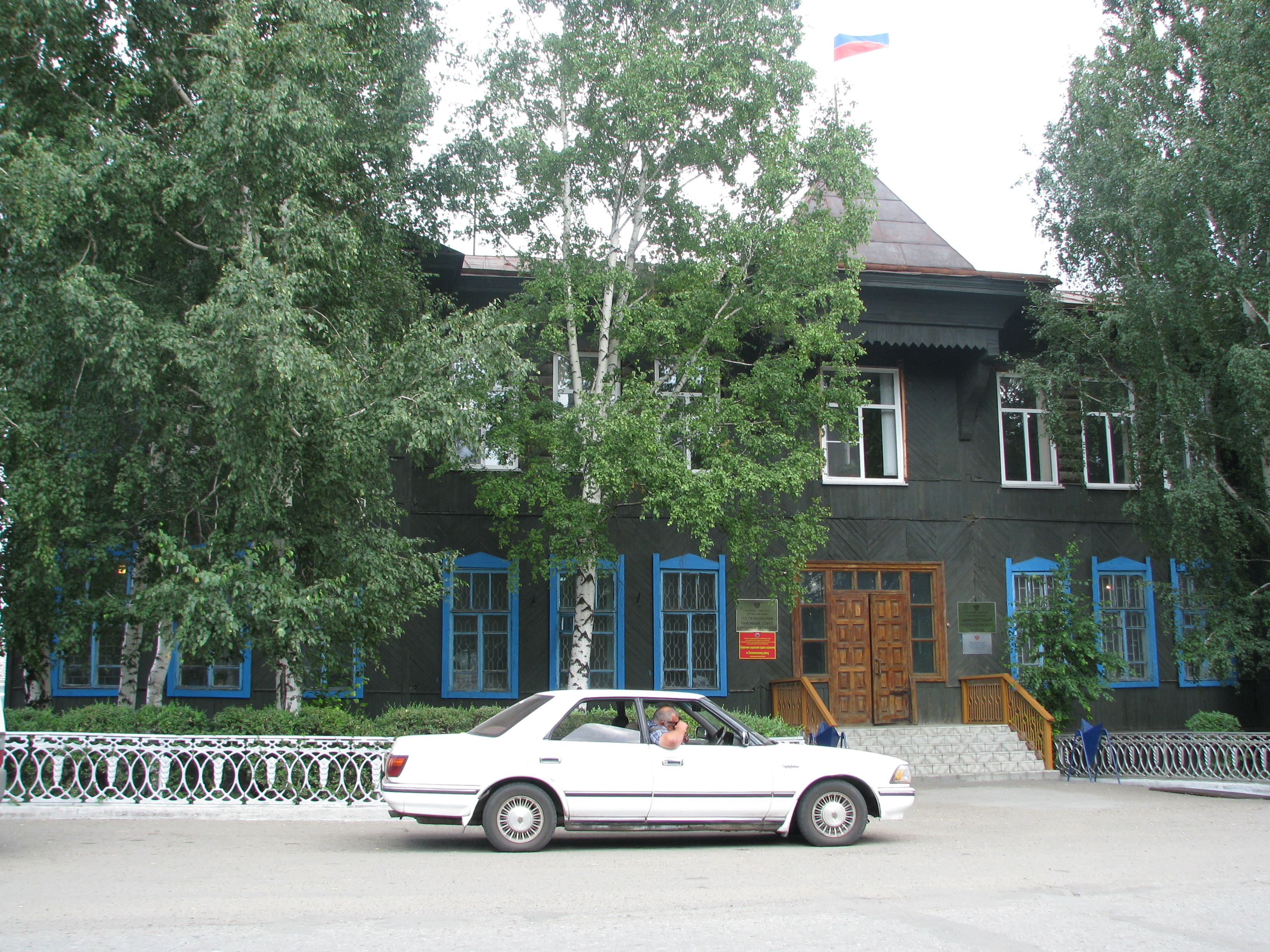
Здание администрации Поспелихинского района

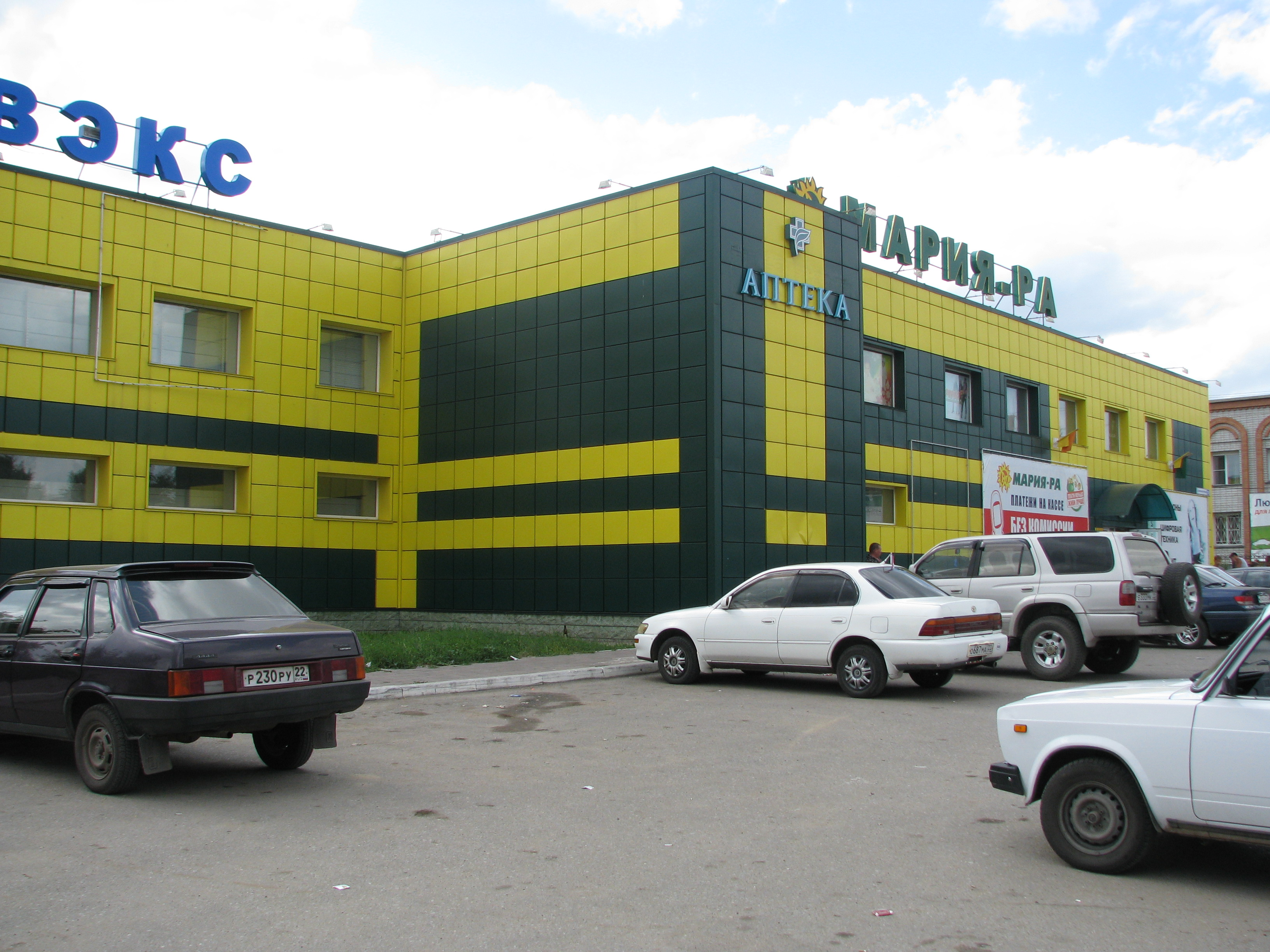
Торговый центр «Мария-Ра»

В 1913 году началась постройка Алтайской железной дороги от Новониколаевска (Новосибирска) до Семипалатинска. В 1915 году она была официально открыта, а также 17 станций, в том числе и станция Поспелиха. Своё название станция получила от находящегося в нескольких километрах старинного села Поспелиха, ныне не существующего.
Из водокачки при помощи паровых двигателей на берегу реки Алей вода по магистральному водопроводу подавалась на станцию, где были две гидроколонки для заправки паровозов водой.
Со сдачей в эксплуатацию станции хозяйственная жизнь района начала сосредотачиваться вблизи железной дороги. Первая улица станции называлась Красной (позже Сталинской, Коммунистической). В 1915 году был построен вокзал, а в 1918 — водокачка, складские помещения. В 1919 году было 25 дворов, в основном купеческих. Купцы скупали хлеб у крестьян, строили себе дома и амбары. Недалеко от вокзала находилась базарная площадь.
В годы гражданской войны через станцию постоянно проходили военные отряды, курсировали поезда с оружием и продовольствием. Во второй половине ноября 1919 года была установлена Советская власть.
В 1924 были упразднены волости и образованы районы, в том числе и Поспелихинский, а станция Поспелиха стала административным центром района.
В годы Великой Отечественной войны со станции отправлялись на фронт бойцы и прибывали депортированные немцы и калмыки. В пятидесятые годы сюда приезжали первоцелинники, построен элеватор. В 1960 году в Поспелихе была основана Алтайская государственная машиноиспытательная станция (Алтайская МИС).
В 1991 году в селе Поспелиха был открыт храм святителя Николая Чудотворца.
В 1958 году станции Поспелиха был присвоен статус рабочего посёлка, а в 1992 году — в село Поспелиха.

## Население
| 1926    | 1959    | 1970    | 1979    | 1989    | 1997    | 1998    |
| ------- | ------- | ------- | ------- | ------- | ------- | ------- |
| 1869    | ↗10 751 | ↗11 770 | ↗12 299 | ↗13 131 | ↗13 543 | ↗13 573 |
| 1999    | 2000    | 2001    | 2002    | 2003    | 2004    | 2005    |
| ↗13 618 | ↘13 295 | ↗13 378 | ↘13 297 | ↘13 168 | ↗13 200 | ↘13 178 |
| 2006    | 2007    | 2008    | 2009    | 2010    | 2011    | 2012    |
| ↘12 950 | ↗13 099 | ↗13 149 | ↘13 002 | ↘12 496 | ↘12 457 | ↘12 419 |
| 2013    | 2014    | 2015    | 2016    | 2017    | 2018    | 2019    |
| ↘12 315 | ↘12 096 | ↘11 997 | ↘11 915 | ↘11 817 | ↘11 765 | ↘11 654 |
| 2020    | 2021    |         |         |         |         |         |
| ↘11 518 | ↘10 423 |         |         |         |         |         |

## Известные личности
- Андрусенко Александр Борисович — художник, преподаватель Поспелихинской детской школы искусств.
- Гончаров Иван Иванович — полный кавалер ордена Славы.
- Зубарев Михаил Степанович — Герой Советского Союза.
- Попов Василий Андреевич — Герой Советского Союза.
- Фролов Михаил Павлович — Герой Советского Союза.
- Буханько, Гавриил Николаевич — Герой Социалистического Труда.
- Токарев, Александр Павлович — Герой Социалистического Труда.
- Няшин, Григорий Дмитриевич — алтайский краевед, в 1937 году работал учителем немецкого языка[17]
- Пономарёв, Геннадий Александрович (1941—1994) — советский и российский учёный-физик, доктор физико-математических наук, профессор Томского госуниверситета.